# Tenseur des constantes élastiques
Le tenseur des constantes élastiques, ou tenseur des rigidités, est un objet mathématique utilisé en élasticité. C'est un tenseur symétrique d'ordre 4 qui intervient dans l'expression de la loi de Hooke généralisée aux matériaux anisotropes. Dans le cas le plus général, il contient 21 coefficients indépendants qui lient les 6 composantes du tenseur des déformations aux 6 composantes du tenseur des contraintes. Ces composantes ont la dimension d'une pression, soit le pascal en unités SI, tout comme le module de Young qu'elles généralisent. L'inverse du tenseur des constantes élastiques est appelé tenseur des souplesses ou des complaisances élastiques.
Les notations employées varient selon les contextes et les auteurs. Les composantes du tenseur peuvent être notées {\displaystyle c_{ijkl}}, {\displaystyle C_{ijkl}} ou {\displaystyle E_{ijkl}}.
Suivant la loi de Hooke, le tenseur des constantes élastiques est donné à partir du tenseur des déformations {\displaystyle \varepsilon _{kl}} et du tenseur des contraintes {\displaystyle \sigma _{ij}} par (avec la convention de sommation d'Einstein)
{\displaystyle \sigma _{ij}=c_{ijkl}\,\varepsilon _{kl}.}
C'est un tenseur d'ordre 4, avec {\displaystyle 3^{4}=81} coefficients. Les tenseurs {\displaystyle \varepsilon _{ij}} et {\displaystyle \sigma _{kl}} étant symétriques, ce tenseur vérifie les relations {\displaystyle c_{ijkl}=c_{jikl}=c_{ijlk}}. De plus, en supposant que le tenseur des contraintes peut être dérivé d'une énergie potentielle, on peut montrer que le tenseur des constantes élastiques est invariant par permutation des paires d'indices : {\displaystyle c_{ijkl}=c_{klij}}. L'existence de ces relations réduit le nombre de coefficients indépendants à 21. Il s'agit d'un nombre maximum, valable pour une structure cristalline triclinique.